# Древнейшая история Северного Приазовья
Древнейшая история Северного Приазовья

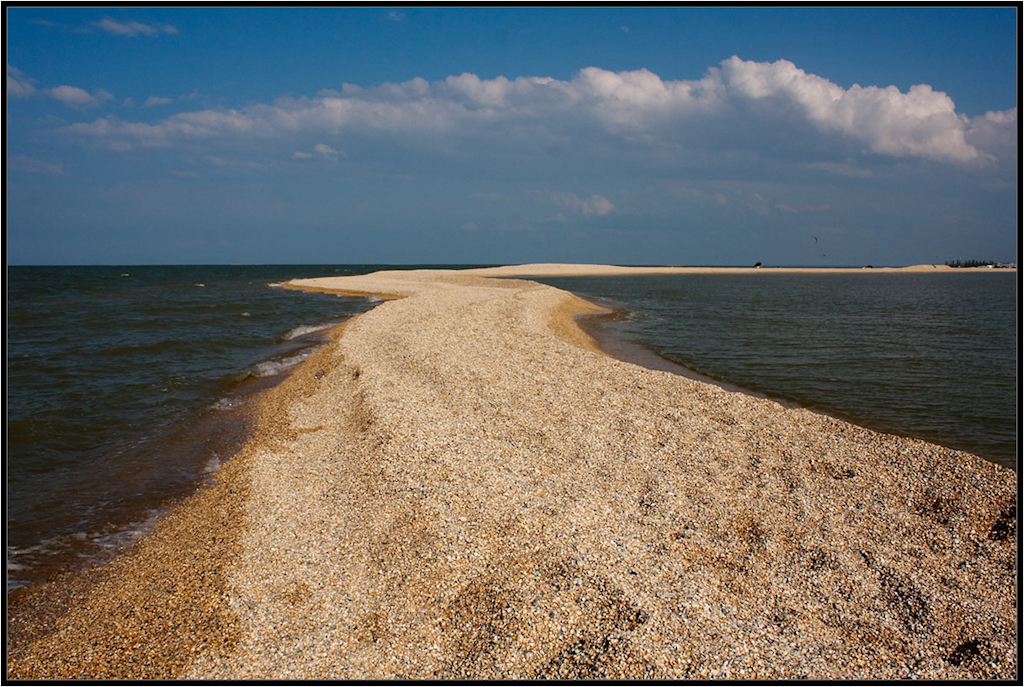
Коса Азовского моря

Территория Северного Приазовья (современная юго-западная часть Ростовской области Российской Федерации, южные части Донецкой и Запорожской областей Украины) была заселена человеком ещё с древнейших времён.

## Палеолит
В Приазовье были найдены стоянки людей древнего каменного века: ранний палеолит, средний палеолит, поздний палеолит (40-12 тыс. лет назад):
- К финалу среднего виллафранка (2,1–1,97 млн л. н.) относится фрагмент плюсневой кости верблюда вида Paracamelus alutensis (№ 35676 в коллекции ЗИН РАН) со следами рубки и пиления-резания каменным орудием. Кость была найдена Н. К. Верещагиным в 1954 году в Ливенцовском карьере (местонахождение Ливенцовка) на западной окраине Ростова-на-Дону вместе с другими фаунистическими остатками в хапровской аллювиальной толще, относящейся к русловой фации палео-Дона[1][2];
- В карьере близ Матвеева Кургана найдены расщеплённые кремни в вместе с остатками типичного хапровского фаунистического комплекса: Mastodon arvernensis, Hipparion sp., Archidiskodon meridionalis, Struthio и др. Во время существования хапровского (верхневиллафранкского) комплекса на юге Русской равнины были саванны с мягким тёплым климатом[3];
- Нижнепалеолитические местонахождения Хрящи и Михайловское, расположенные в устье Северского Донца на Нижнем Дону, близки к клектонским индустриям Англии и Германии[4];
- Рожок (на побережье Таганрогского залива, в 3 км западнее устья Миусского лимана) — в IV слое был найден коренной зуб палеоантропа, в морфологии которого, наряду с архаичными особенностями, выделены и сапиентные черты[5]. Анализ пропорций зубной ткани зуба из IV слоя стоянки Рожок I показал, что постоянный второй левый моляр принадлежал микокскому неандертальцу[6];
- Мураловка (на берегу Миусского лимана, 19 тыс. лет назад) — были найдены орудия из кремня и кости;
- Амвросиевское костище (на реке Крынка, 18-19 тыс. лет назад), используемое в древности для охоты и забоя бизонов («базовый лагерь»);
- Каменная балка 2 (западнее устья реки Дон, 15,6-16 тыс. лет назад), заселение которой связано с временным улучшением климата в Северном Приазовье;
- Каменная балка 1 (рядом с предыдущей, 14,5 тыс. лет назад) существовало в холодный, но влажный период с обилием леса;
- Фёдоровка (на реке Каратыш, 13-15 тыс. лет назад) похож на 2 предыдущие стоянки (заселялся дважды), использовался как временное поселение;
- Янисоль (у села Малоянисоль на реке Кальчик, 13-14 тыс. лет назад) — обнаружены всевозможные орудия для неспециализированной охоты;
- Калка (на берегу Старокрымского водохранилища) — 68 кремнёвых орудий (в том числе 14 — микропластинки для составных орудий).

## Мезолит
Памятники Среднего каменного века Приазовья представлены стоянками так называемой Зимниковой группы:
- Зимовники 1;
- Пищевик 1;
- Орловское (обе на реке Кальмиус);
- Ольгинка (на реке Сухая Волноваха) характеризуют укрупнение поселений, этническую пестроту, интенсивность охоты (тур, тарпан, благородный олень, кабан и другие).

## Неолит
В VI тысячелетии до н. э. в Приазовье под влиянием Малой и Передней Азии сложился свой центр ранних (сурских, 5700 — 4350 лет до н. э.) неолитических культур (новый каменный век). Животноводство здесь развивалось по модели Восточной Европы (преобладание коров и овец), развивалась керамика, глинобитные жилища, возделывали ячмень, просо, карликовую пшеницу. Сурские общины расселились в Поднепровье, Приазовье (в том числе в низовьях реки Молочной: поселения Семёновка 1 и Каменная Могила 1, известный грот «Чуринг» и пещера «Колдун»), однако на самой территории Мариуполя ранних неолитических поселений нет.
Археологические раскопки уникального Мариупольского могильника (могильник обнаружен в 1930 году при строительстве завода «Азовсталь») на территории левого берега Кальмиуса обнаружили поздненеолитическое родоплеменное захоронение (5500-5200 лет до н. э.) нижнедонской культуры. Там было найдено 122 захоронения людей, керамика, погребальный инвентарь (раковины моллюсков, пластины и скребки из кремния, бусы, в том числе в виде полумесяца, предположительно игравшие роль денег, погребальные саваны, охра — символ крови и огня, которой осыпали трупы умерших и другие предметы). На керамической посуде учёные увидели орнаментальный рисунок, который был неизменный во всех захоронениях от Днепра до Дона. У людей, захороненных в Мариупольском могильнике была развита религиозная система (существовали амулеты, фигурки быков-фетишей, булавы, близкое расположение к реке, по которой, по многим верованиям, души мёртвых отправлялись в иной мир). Среди находок — 2 вырезанные фигурки быка — образцы реалистического искусства, перламутровые бусы, нашивки для одежды из клыков кабана, пряслице (орудие ткачества). Останки принадлежали людям большой европеоидной расы, имевшим большой рост (172—174 см), очень длинные ноги, массивный скелет. Из археологических данных известно, что часть населения нижнедонской культуры около 5100 года до н. э. под давлением засушливого климата ушла в Западное Приазовье и поселилась рядом с племенами сурской культуры. В результате их взаимодействия появилась новая культура — азово-днепровская (5100 — 4350 до н. э.). Кроме Мариупольского могильника неолитическими стоянками в Приазовье являются: Раздорское, Самсоново, Ракушечный Яр, 5 погребений на хуторе Каратаево (Ростов-на-Дону).
Около станицы Раздорская находится древнее неолитическое поселение Ракушечный Яр

## Энеолит
Ранний этап энеолита (медно-бронзовый век, 5-4 тыс. лет назад) В Северном Приазовье связан со становлением среднестоговской (или скелянской, новоданиловской) культуры (3800-3300 годы до н. э.), сформировавшейся на основе традиций нижнедонской и сурской культур в междуречье Кальмиуса и Нижнего Дона. К среднестоговской культуре относят 4 захоронения вблизи Мариупольского могильника (стены могил укреплялись каменными плитами, булавы с почковидным навершием, подвески из зубов сурка, клыков кабана, медные бусины, браслеты, пояс из перламутровых нитей, сверху могила засыпалась камнями). При контакте скелянской и азово-днепровской культур сформировалась следующая энеолитическая культура — квитянская (конец IV—I половина III тыс. до н. э.), положившая начало возникновению курганов («могил») в Северном Приазовье («утробное» положение умершего, ориентировка головой на восток, растительная подстилка, охра как элемент погребения, наличие кромлеха — каменной кольцевой наброски).
К энеолитическим относят также археологические памятники Приазовья:
- нижнемихайловской культуры (3000 — 2600 лет до н. э.: курганы в Ильичёвском районе Мариуполя, на месте электростанции комбината имени Ильича) — характеризовалась созданием своеобразных культовых комплексов — стел и алтарей, захоронениями с чернолощёнными горшочками с напутственной пищей,
- животиловско-волчанской культуры (середины III тыс. до н. э.: погребения у пгт. Сартана) — присутствовали кроме горшочков и своего рода игральные фишки в виде костей коленных чашечек, астрагалов и метаподиев овец,
- ямной культуры (поздний энеолит, середина III тыс. до н. э.: множественные курганы в районе Волонтёровки и Новосёловки, у сёл Кременёвка, Огородное, Чермалык и др.) — ориентация умершего на восход Солнца и Луны, наличие горизонтальных площадок сверху кургана для погребальных ритуалов. Именно этой культуре принадлежит около 80 % всех курганов Северного Причерноморья. В курганах «Каменных могил» да и в самом городе (курган в Мариуполе на пересечении проспекта Строителей и улицы Урицкого, в народе — «Зелёная горка», на старинных картах — «Дед») были найдены следы племён эпохи меди-бронзы.

В 1993 году при строительстве водопровода, проходившего по окраине кургана «Зелёная горка», были найдены кости, обнаружены три погребения, относящиеся к бронзовому веку, не исключено, что в кургане находятся и погребения скифо-сарматского периода. Отдельные курганы имеют объём грунта более 2000 м³, а вес более 2400 тонн. В те годы жили люди довольно высокого роста (мужчины — 173 см, женщины — 160 см), более походили на восточные народы, тогда же активно развивалась индоевропейская (арийская) языковая семья.
Уникальной признана находка Мариупольской археологической экспедиции в 1984 года. Вблизи Мариуполя были обнаружены остатки деревянных четырёхколёсных повозок со сплошными деревянными дисковидными колёсами. Учёными эта находка датирована XXVII веком до н. э. Таким образом, найденные в Приазовье повозки являются на сегодня одним из древнейших видов колёсного транспорта в мире (раньше таковым считался транспорт Месопотамии XXVI века до н. э.).

## Бронзовый век
На смену медному веку (энеолиту) пришла эпоха бронзы. Крупнейшие памятники культур бронзового века Приазовья:
- катакомбная культура (XXVII—XX века до н. э.): захоронение на месте строительства второго маннесмана завода имени Ильича, курганы «Дед», «Виноградники», могильник «Зирка», курган у пос. Каменск — найдены бронзовые ножи, шило, остатки колесного транспорта, захоронение юноши-мастера по изготовлению стрел,
- бабинская культура (XX—XVI века до н. э.): курганная группа «Б» на месте завода «Азовсталь», Самойлово, Старый Крым — захоронения выглядят беднее катакомбных, появление мужских поясных пряжек из кости и рога, антропологически — индоиранские племена с примесью древнесредиземноморского типа,
- срубная культура (XVI—XII века до н. э.): курганная группа «Баба» у села Николаевка Волновахского района, у посёлка Каменск, группа «В» на месте «Азовстали» — умершего в курганах ограждало деревянное сооружение из брёвен — сруб, отмечался резкий прирост населения,
- белозёрская культура (XII—X века до н. э.) — связана с некоторым оскудением местных растительных запасов, что вызвало несколько волн миграций населения.

## Железный век
В раннем железном веке в начале I тысячелетия до н. э. в северном Приазовье жили племена киммерийцев (900—650 годы до н. э.), занимавшиеся кочевым скотоводством и земледелием, использующие железо вместо камня практически во всех отраслях хозяйства. Тогда же появляются первые исторические (собственно письменные) источники о Приазовье и его обитателях. Судя по керамике, прослеживается преемственность культуры киммерийцев предшествующей бронзовой белозёрской культуре. Киммерийцы, судя по источникам (Гомер и другие древнегреческие и восточные авторы), были воинской верхушкой ираноязычного предскифского населения Северного Причерноморья и Приазовья. Их погребения найдены в нескольких сёлах возле Мариуполя: Огородное, Раздольное, Сартана, Васильевка и другие.
Приазовские степи стали родиной для многих античных племен (2,5—2 тыс. лет назад): в VII веке до н. э. в Приазовье из-за Дона пришли скифы (VII—VI века до н. э., вытеснили киммерийцев), а спустя пять столетий их вытеснили сарматы. Формирование скифов происходило на территории Алтая и Южной Сибири, позже — переместились на Кавказ, а со 2-й половины VII века — в приазовских степях. Непременной деталью скифских захоронений был горит — двойной большой футляр из кожи, дерева или металла для хранения лука и стрел. В VI—V веках до н. э. в Северном Приазовье существовал торговая колония (эмпорий) Кремны (с греч. — «скалистый уступ»). Скифские погребения: возле пгт. Сартана, сёл Кременёвка, Огородное, посёлка Песчаное в Мариуполе. Были найдены застёжки для колчана, бронзовые наконечники стрел, железные мечи — акинаки, монеты. В IV веке до н. э. севернее пгт. Сартана скифы соорудили курган высотой до 5 м («Двугорбая могила»), в котором был погребён знатный скиф, рядом с могилой которого под курганом имелись 2 ямы с заупокойными дарами (деревянная колесница и вино в 19 амфорах — импортировано из района Средиземноморья). Тело скифского вельможи «охранял» слуга со стрелами, а его повара захоронили вместе с бронзовым котлом, наполненным пищей. Построенный курган укрепили по периметру каменным поясом шириной до 3 м и высотой до 2 м, а также рвом и тремя каменными поясами. Скифы были типичными европеоидами, средний рост их 167 см (мужчины) и 159 см (женщины), были вытеснены в первой половине III века до н. э. вторгнувшимися из-за Дона сарматами.
Сарматы сформировались в Азии, в районе Аральского моря, имея мощную конную армию (ударная сила армии — катафрактарии — воины-всадники, вооружённые тяжёлым длинным копьём с железным наконечником) легко заняли территорию Северного Причерноморья. Сарматские погребения первой половины I века н. э. обнаружены в 4 курганах севернее пгт. Сартана, где находились 15 захоронений, в том числе богатое захоронение жрицы (женщины у сарматов пользовались большим авторитетом и даже принимали участие в сражениях) с заупокойной утварью: кувшины, изготовленные на гончарном круге, пряслице, бронзовые зеркала, курильницы, бусы, богатое платье, расшитая обувь, головной убор. Мужские захоронения сопровождались оружием — мечами, кинжалами. Кроме того в Приазовье обнаружены сарматские захоронения вблизи сёл Шевченко (Никольский район), Самойлово, у устья балок Камышеватой и Самариной.
Готское вторжение в III веке прервало господство сарматов в Северном Причерноморье. В связи с похолоданием готы, постепенно перемещаясь от Балтийского моря к Чёрному, господствовали в Приазовье более 150 лет, за это время они практически полностью уничтожили сарматскую культуру, отрезали Приазовье от Античного мира. Готы занимались земледелием, выращивали крупный рогатый скот.

## Кочевые племена в Приазовье
В IV веке в степи Северного Приазовья хлынули полчища гуннов (первый из тюркоязычных народов Приазовья). Их нашествия надолго затормозило здесь развитие экономики и культуры. Смуглые, монголоидные, невысокого роста, смешавшись с коренными народами Северного Кавказа и Северного Каспия (аланами), гунны под предводительством вождя Баламбера столкнулись с готами (вождь готского племени герулов — Алахир), вытеснили их далеко на запад, частично смешались с местным населением. В 371 — 378 годах гунны заняли территорию от Дона и Меотиды (Азовское море) до Днепра и Днестра и низовьев Дуная, в 378 — 445 годах сформировался гуннский племенной союз. В Приазовье сохранилось немного археологических памятников того времени (гуннские луки в Танаисе, погребения с лошадьми у города Мелитополь, на реке Корушан в Бердянском районе, у села Новоивановка и жертвенное место в урочище Макартет в Запорожской области).
Распад гуннского кочевого союза начался после смерти в 453 году вождя гуннов Аттилы. Два сына Аттилы (Динцик и Ирнак) увели гуннов в низовья Дуная (часть орды с Ирнаком позже прошла назад через Приазовье в заволжские степи, растворясь в местных народах, таких как чуваши). На протяжении почти двух столетий по территории Северного Приазовья передвигались разные племена (акациры, сарагуры, уроги, оногуры, авары), распадались и образовывались племенные союзы. Наиболее значительными из таких объединений был союз кутургуров (VI — VII века). Захоронения кутургуров ориентировались головами на запад, черепа после смерти подлежали трепанации (в отличие от родственных оногуров, или утигуров, которые жили южнее и восточнее реки Дон). Длительное время оба народа враждовали (атака оногурского вождя Сандила и т. д.), так и не создав собственных мощных объединений, а в 559 году вождь кутургуров Зибер-хан даже совершил неудачную попытку завоевания Константинополя.
В 558 году в земли Приазовья, оттесняя кутургуров, вторглись авары (или вархониты — потомки угров и аланов Средней Азии), победившие до этого оногуров, залов и савиров. Авары, продвигаясь дальше на Дунай с 562 года, основали Аварский каганат (562 — 803 годы). Изобрели жёсткое седло, стремена и палашу (своеобразную саблю). Захоронение авар обнаружено на левом берегу реки Мокрые Ялы (ориентировка тела головой на запад, серьги с многогранными подвесками, железные пряжки на поясе, лепные горшочки и т. д.), а также у села Коминтерново — рельефное изображение мужчины в шлеме (?), внушительная стела. Закатом могущества аваров можно считать неудачный поход аваров, славян и персов на Константинополь в 626 году, после чего усиливаются освободительные движения среди кутургуров и оногуров (объединились против аваров в 633 году в союз племён во главе с вождём Кубратом — Великую Болгарию, или Оногурию).
Позже здесь кочевали хазары, печенеги, торки, половцы. Именно хазарами была разрушена Великая Болгария, а остатки орды праболгар откочевали к 680 году на Дунай (под предводительством хана Аспаруха) и основав там Первое Болгарское царство. Орда же хана Батбая осталась в Приазовье и вошла в состав Хазарского каганата. Позже, в VII—VIII веках, часть болгар ушла на Волгу, создав там государство Волжская Болгария. Хазарами в середине VII века на юге Восточной Европы был образован Хазарский каганат, основным населением которого в Приазовье были всё же праболгары (тюркоязычные народы, кочевавшие в степях, платившие дань вместе с ранними славянскими племенами хазарам). Поселения праболгар салтовско-маяцкой культуры в Приазовье: в районе Зинцевой, Бузинной, Водяной, Безыменной балок, на территории современного Приморского парка Мариуполя (амфорная керамика, красноглиняная гончарная посуда, железные ножи, пряжки, украшения, оружие). К хазарскому времени относится военизированное укрепление, напоминающее замок, на левом берегу у устья Кальмиуса, которое было ограничено с юга валом. Небольшое сезонное стойбище времён Хазарского каганата обнаружено вблизи Ляпинской балки. Хазарское захоронение обнаружено также на территории современного стана «3000» ММК имени Ильича (захоронение хазарки с горшком и набором украшений, зеркалом и монетами) и у посёлка Песчаное (воин со стрелой, конём и точильным камнем).
В 1-й трети VIII века на Хазарский каганат напали арабы, а спустя приблизительно столетие возобновилось движение кочевых народов. С севера вторгались венгры (соседствовали ещё с гуннского периода, медленно перемещаясь с Южной Сибири на Урал — VIII век, а затем в степной зоне Дона и Хопра — начало IX века, а под натиском печенегов — в междуречье Днепра и Прута — конец IX века). Часть хазарской аристократии к этому времени приняла иудаизм. Постепенно слабея, Хазарский каганат просуществовал до середины X века. Завершили его разгром два удачных похода русского князя Святослава в 965 и 968 годах.
По мнению известного учёного-историка Л. Н. Гумилёва, «… до X века гегемония принадлежала хазарам, а истории Древней Руси предшествовала история Хазарии…». В дальнейшем Русь перехватила инициативу в отношениях со Степью. Однако прекращение жизни в праболгарских (хазарских) поселениях в Приазовье бьло связано не со славянами, а с печенежским вторжением. Все последующие народы Приазовья до славян (печенеги, торки, половцы) относились к тюркским народам, были монголоидами. Все они хоронили своих сородичей в могилах с тушей оседланного коня, часто пользовались для захоронений более древними курганами.
В Приазовье имеются захоронения кочевых народов:
- Печенеги (X — середина XI века, появились в Приазовье около 889 года и обитали здесь около 150 лет до победы войск Ярослава Мудрого над ними в 1036 году. Найдено множество каменных статуй того времени — «каменные бабы» (в переводе — «предки»): песчаные в селе Ялта, Гусельщиково, гранитные в пгт. Мангуш, Октябрьское (в том числе 5 из которых хранится в Мариупольском краеведческом музее): стелы, обработанные только с «лицевой» стороны и изображают мужчин (реже женщин) без головного убора, на лице — «Т»-образный нос и брови и не всегда обозначенные глаза.
- Торки (1030 — 1060 годы, появились в Приазовье из Приаралья под давлением половцев, позже теми же половцами были изгнаны в Византию, Иран, Кавказ, на Русь, где со временем ассимилировались) в Приазовье малочисленные (ближайшее на реке Казённый Торец) — захоронения воинов вместе с лошадью, статуи, кумган (горшочек для ритуальных омовений).
- Половцы (середина XI — конец XIV века, «Половецкая степь» раскинулась от Средней Азии до Дуная, в Приазовье около 200 лет) захоронения в районе Мариуполя: Новосёловка, «Двугорбая Могила», у сёл Камышеватое, Зажиточное, Васильевка, Раздольное, Самойлово.

Ярчайшие памятники искусства и верований половецкого народа — каменные фигуры половецких воинов и женщин (так называемые «каменные бабы»), которые сохранились до наших дней. Они несут элементы индивидуальности, возможно, даже, что для их изготовления позировали конкретные люди (сородичи, вожди). В отличие от печенежских баб статуи имели головной убор, причёску, набор украшений, одежду. Всего в Приазовье известно до 600 каменных фигур, в самом Мариуполе на начало XIX века находилось 16 каменных баб (на углах улиц, на возвышенностях), многие из них были повреждены и утрачены при сооружении зданий. Фигуры каменных баб служили половцам, как места прохождения праздников, обрядов и жертвоприношений.
Именно походу на половцев (1185 год) посвящён знаменитый памятник средневековой словесности «Слово о полку Игореве». События развивались в ставке одного из самых могущественных половецких ханов — Кончака (предположительно район современного города Славянска). Как известно, этот поход оказался для русских очень неудачным. Однако в результате похода сын Игоря Святославовича вернулся домой с женой-половчанкой (дочерью хана Кончака), и таких междинастических браков во времена Древней Руси и Половецкого ханства было немало. В начале XIII века половцы стали оседать на землю, на это время приходился пик развития торговли Половецкой степи, отдельные ханы стали принимать христианство вслед за русскими. Однако с востока приближались монгольские войска, которые в 1220 — 1223 годах прошли через всю Половецкую степь и вошли в Приазовье.
31 мая 1223 года в Приазовье произошла битва на реке Калке между монголо-татарскими ордами и объединёнными войсками русских и половцев, которая закончилась полным разгромом русичей. В 40-х годах XIII века приазовские степи захватили монголо-татары. Территория Северного Приазовья входила сначала в состав Золотой Орды, а в XV веке отошла к Крымскому ханству. Значительно позже, спасаясь от феодального гнета, на Дон, Днепр, в дикое поле бежали крепостные крестьяне. Так стали появляться в этих местах бродники и возникло донское и запорожское казачество.

## Древнерусское государство
Ещё в IX веке через Северное Приазовье пролегали торговые пути, связывающие славянские земли со странами Кавказа. Период развития антского объединения племен соответствует III—VIII векам и связан преимущественно с расцветом соседней Черняховской культуры, с её оседлым животноводством, земледелием, охотой, рыболовством, письменностью (1300—1800 лет назад).
С X века земли Приазовья находились под влиянием Руси. Начав колонизацию приазовских степей в V—VI веках, русские жили рядом с Кальмиусом и Миусом. Предполагается, что во времена киевского государства русичи проложили через Кальмиус путь, который использовался как дополнительный «из варяг в греки». Так, по одной из легенд, князь киевский Игорь после неудачного морского похода на Царьград в 941 году возвращался домой не через Днепр, где у порогов русичей могли подстерегать печенеги, а именно через Азовское море, реки Кальмиус, Волчью и Солёную. Князь Святослав Игоревич, разгромивши хазар и уничтожив Саркел, по легенде основал на месте теперешнего Мариуполя или в его окрестностях город Белгород, который, возможно, позднее татары переименовали на Белосарай («Белый Дворец») либо создали свой (Балы-Сарай). Коса недалеко от Мариуполя и сейчас называется Белосарайской. Однако первое стационарное поселение земледельцев, как утверждают некоторые историки, на территории Мариуполя образовалось в IX — X веках и называлось Адамаха.

## Золотая Орда

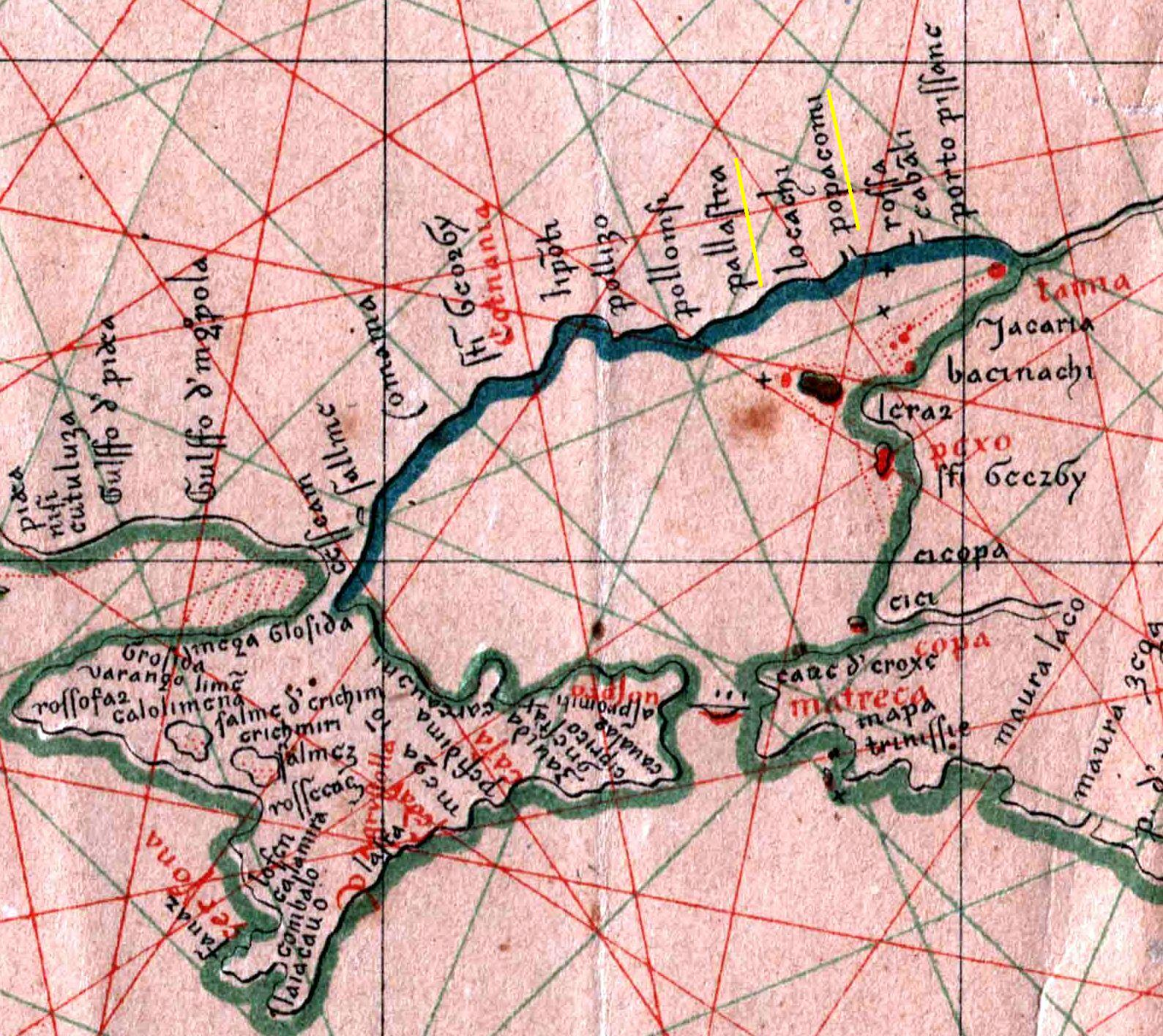
Портолан Весконте, Петро 1318 с изображением Крыма, Азовского моря, Папакомы и Паластры

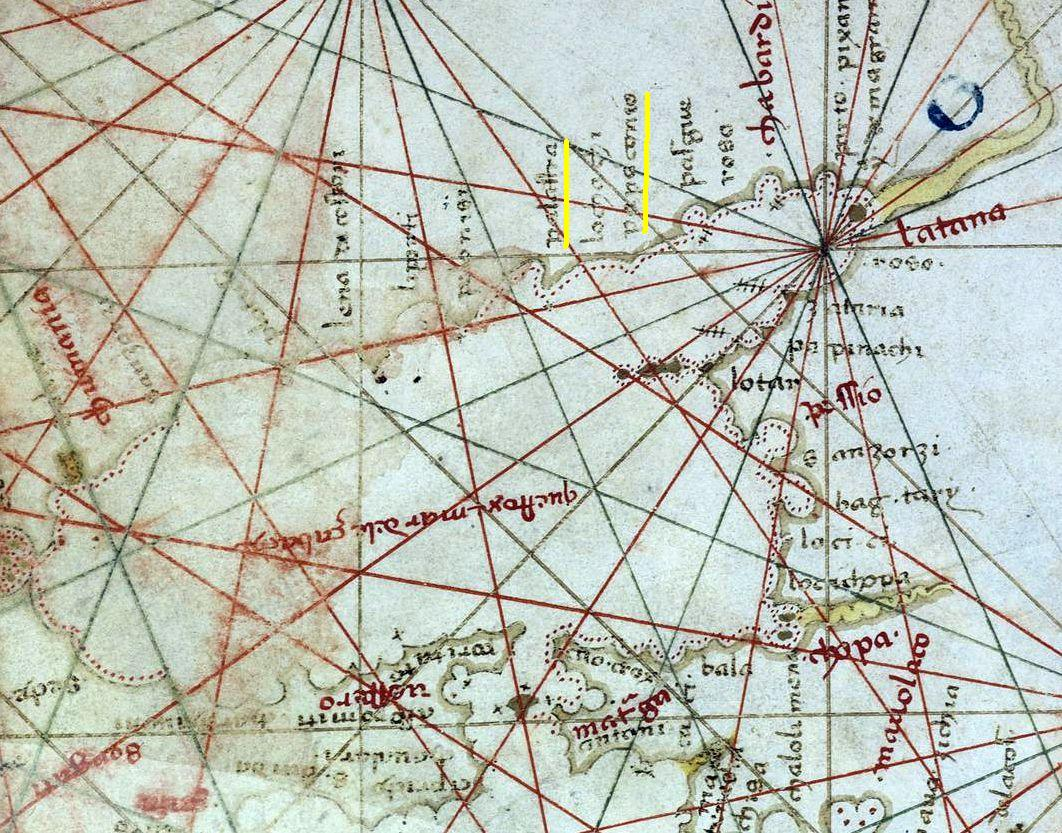
Морская схема Чёрного моря 1436 года Карта мира Андреа Бьянко (фрагмент) с изображением Папакомы и Паластры

С 1223 года начинается вторжение монголов в приазовские земли. После Западного похода монголов (1236—1242) они вошли в состав Золотой Орды. Однако основным населением орды оставались половцы и частично славяне, именно половецкий язык лёг в основу государственного и литературного языка Золотой Орды, а позже — и Крымского ханства. Приазовье находилось в административной единице Крымский юрт во главе с тудуном, ставка которого находилась в городе Солхате (Старый Крым).
Основные исторические события Золотой Орды:
- 1266 год — обретение независимости от Монгольской империи.
- 1312 год — введение ислама в качестве государственной религии при хане Узбеке.
- 1362 год — захват территории от Дона до Днепра беклярибеком Мамаем.
- 1363 год — основание ставки Мамая в городе Мамай-Сарай (частично затоплен Каховским водохранилищем)
- 8 сентября 1380 года — Куликовская битва между Дмитрием Донским и Мамаем.
- октябрь 1380 года — поражённый ханом Тохтамышем вблизи реки Калка Мамай ищет спасение у генуэзцев в Кафе, где был убит.
- 1395 год — поражение хана Тохтамыша от эмира Тимур Кутлуга на реке Терек. Бегство хана Тохтамыша в Крым. Овладение Тамерланом Киевом. Начало падения Золотой Орды.
- 1443 год — возникновение Крымского ханства.

У села Староласпа были обнаружены остатки золотоордынской крепости с шестью башнями. У посёлка Седово, а также в селе Хомутово, городе Новоазовске — отчеканенные монеты, в Бердянске — монетно-вещевой клад времён Золотой Орды, на правом склоне Клиновой балки (вблизи современного здания профилактория «Здоровье») найдены обломки амфорной керамики эпохи Золотой Орды. А у села Гусельщиково Новоазовского района было обнаружено мраморное надгробие с надписью, посвящённой смерти хана Мамая.
Несмотря на наличие во многих западноевропейских картах XIV века на месте Мариуполя города Папакома (Papacoma), с XVI века и до конца XVII века, территория Мариупольщины связана с жизнью Крымского ханства.